# Нік Науменко
Нік Науменко (англ. Nick Naumenko; 7 липня 1974, Чикаго, Іллінойс) — американський професійний хокеїст.

## Ігрова кар'єра
В сезонах 1990/92 років виступав у клубі «Рочестер Мустангс» (СХЛ), провів 59 матчів, набрав 25 очок (11 + 14), ще 24 гри зіграв за інший клуб цієї ліги в сезоні 1991/92 років «Дюб'юк Файтінг Сейнтс». Професійну кар'єру захисника розпочав в команді Університету Північна Дакота (виступає в Національній асоціації студентського спорту). У драфті НХЛ 1992 обраний під номером 182 у восьмому раунді клубом НХЛ Сент-Луїс Блюз.
Нік ніколи не виступав за «блюзменів» в НХЛ, виступав тільки за фарм-клуби. Після декількох років в АХЛ і Міжнародній хокейній лізі Науменко переїжджає в сезоні 2002/03 до клубу «Адлер Мангейм» (Німецька хокейна ліга) — 47 матчів та набрав 26 очок (7 + 19). Через рік підписує контракт з клубом Кассель Гаскіс та провівши лише 23 матчі (9 очок, 4 + 5) повернувся в ході сезону до Північної Америки. У наступні роки він виступав за кілька клубів АХЛ, але так і не зіграв в НХЛ.
Протягом сезону 2006/07, американець переїхав до швейцарського клубу, що виступає в НЛА «Амбрі-Піотта». Увійшов до команди усіх зірок на Кубку Шпенглера 2006. Цей сезон Нік закінчував в клубі «Біль» з яким він грав у плей-оф НЛВ. В наступному сезоні Науменко знову повернувся до «Амбрі-Піотти», де провів два сезони — 84 гри в яких набрав 75 очок (20 + 55). Сезон 2009/10 років Нік проводить в клубі «Лангнау Тайгерс» (НЛА) — 50 матчів, 28 очок (6 + 22).